# Serge Lifar
Serge Lifar, původním jménem Sergej Michajlovič Lifar (ukrajinsky Сергій Михайлович Лифар, Serhij Mychajlovyč Lyfar; 2. dubna 1905, Kyjev – 15. prosince 1986, Lausanne), byl francouzský tanečník, choreograf a baletní mistr ukrajinského původu. Takřka po celý svůj život (1929–1945, 1947–1958) byl členem baletu Pařížské opery.

## Život
Byl žákem Bronislavy Nižinské. V roce 1921 opustil sovětské Rusko a odešel do Francie, aby se připojil k Ballets Russes Sergeje Ďagileva. Předtím si však ještě v Itálii zlepšoval styl u Enrica Cecchettiho; v roce 1925 se pak stal prvním tanečníkem společnosti.
Po Ďagilevově smrti v roce 1929 Lifar vstoupil do baletu Pařížské opery jako první tanečník a baletní mistr. V roce 1932 mu byl udělen titul „professeur de danse“. Po druhé světové válce byl z baletu Pařížské opery propuštěn kvůli svým stykům s vysokými německými důstojníky během války. Vrátit se mohl po dvou letech.

## Dílo
První baletní choreografií, kterou připravil sám, byl Le Renard (1929) na hudbu Igora Stravinského. Tento balet byl ještě klasický, další díla však již spadala do moderny. Lifar zastával názor, že tanec je důležitější než hudba a choreografie by tudíž neměla z hudby vycházet. Tuto tezi prvně aplikoval ve svém Ikarovi (1935). Jediným hudebním doprovodem byly bubny, které byly navíc přidány až po dokončení choreografie. Ve svých pozdějších baletech se nicméně vrátil ke konvenční hudbě, ale i nadále se vždy držel své praxe, nejprve vytvořit choreografii, jíž byli skladatelé nuceni se přizpůsobit. Vytvořil více než 50 choreografií, z nichž nejznámější je Prométhée (1929), David Triomphant (1936), Le Chevalier et la damoiselle (1941), Joan de Zarissa (1942), Les Mirages (1947), Phedre (1950) a Les Noces fantastiques (1955). Často čerpal z antické mytologie a z Bible. Typické bylo, že v jeho baletech měli větší roli mužští tanečníci než baletky.
V roce 1960 se objevil ve filmu Le Testament d'Orphee.
Napsal též mnoho knih o teorii a dějinách tance.
Serge Lifar zemřel 15. prosince 1986 ve švýcarském Lausanne a byl pohřben na pravoslavném hřbitově v Sainte-Geneviève-des-Bois poblíž Paříže.